# Bè đảng
Bè đảng (tiếng Anh: cabal) là một nhóm người có quan hệ mật thiết với nhau, thường để thúc đẩy quan điểm hoặc lợi ích riêng tư của họ trong một hệ tư tưởng, một nhà nước hoặc một cộng đồng khác. Những bè đảng này có những mưu đồ mà những người bên ngoài nhóm của họ không biết được. Việc sử dụng thuật ngữ này thường mang hàm ý tiêu cực về mục đích chính trị, âm mưu và bí mật.
Trong tiếng Anh, "cabal" có thể đề cập đến một âm mưu bí mật hoặc một bè phái, hoặc cũng có thể sử dụng như một động từ.